# Vadheimsfjorden
Vadheimsfjorden er en fjordarm på nordsiden af Sognefjorden i Høyanger kommune i Vestland fylke i Norge. Den strækker sig 5,5 kilometer mod nord til landsbyen Vadheim i fjordbunden. Fjorden har indløb mellem Afsnes i vest og Klevaldsneset i øst. Der fra går den nordover og omtrent halvvejs, ved Floteneset, svinger den lidt mod nordøst, så man ikke kan se udløbet af fjorden fra Vadheim.
Europavej E39 følger vestsiden i den indre del af fjorden, ind til Vadheim og videre mod nord. Den 3,4 kilometer lange Bogstunnellen går gennem fjeldet Fløyen langs den ydre del af fjorden. Langs hele østsiden går fylkesvej 55, blandt andet gennem den 1,6 kilometer lange Vadheimstunnellen. 